# Txetxu Rojo
José Francisco „Txetxu” Rojo Arroitia (ur. 28 stycznia 1947 w Bilbao, zm. 23 grudnia 2022) – hiszpański piłkarz narodowości baskijskiej, napastnik, później trener piłkarski, przez większość kariery związany z Athletikiem Bilbao.

## Kariera piłkarska
Od 1965 do 1982 roku bronił barw Athleticu Bilbao, na trwałe zapisując się w pamięci kibiców z San Mamés. Rozegrał dla tego zespołu 414 spotkań w Primera División, 87 w Copa del Generalísimo / Copa del Rey, 34 w europejskich pucharach oraz 6 w innych oficjalnych rozgrywkach – wynik ten plasuje go na 2. miejscu w historii pod względem liczby występów dla ekipy z Bilbao. W klasyfikacji tej ustąpił jedynie bramkarzowi José Ángelowi Iribarowi. We wszystkich rozgrywkach zdobył łącznie 67 bramek.
W 1969 i 1973 Athletic, z Rojo w składzie, triumfował w Pucharze Hiszpanii. W sezonie 1976/1977 zagrał w dwumeczu finałowym Pucharu UEFA, w którym Baskowie musieli uznać wyższość Juventusu Turyn (1–0 dla Starej Damy w Turynie, 2–1 dla Lwów w Bilbao). Zakończył karierę tuż przed dwoma z rzędu mistrzostwami kraju (1982/1983, 1983/1984) wywalczonymi pod trenerską batutą Javiera Clemente.
W latach 1969–1978 zaliczył 18 gier i zdobył trzy gole w reprezentacji Hiszpanii. Był pomijany przy powołaniach do kadr na mistrzostwa Europy oraz mistrzostwa świata.
W piłkę nożną grał również jego brat, pomocnik José Ángel. Tak jak Txetxu występował w Athleticu Bilbao (1970–1978), a ponadto był zatrudniony w Racingu Santander (1977–1980).

## Kariera trenerska
Kilka lat po zakończeniu kariery skupił się na pracy szkoleniowej. Najpierw prowadził rezerwy Athleticu, a następnie – od listopada 1989 do maja 1990 roku – pierwszy zespół (poprowadził go do 7. lokaty w tabeli La Liga). Kolejne lata spędził za sterami Celty Vigo (1990–1994), Osasuny (1994), Lleidy (1995–1997), Salamanki (1997–1998), Realu Saragossa (posadę trenera obejmował dwukrotnie – w 1998 i 2001 roku; Los Blanquillos skończyli rozgrywki Primera División 1999/2000 na 4. miejscu), ponownie drużyny z Bilbao (2000–2001), a następnie Rayo Vallecano (2004).